# Prelatura territoriale di Juli
La prelatura territoriale di Juli (in latino Praelatura Territorialis Iuliensis) è una sede della Chiesa cattolica in Perù suffraganea dell'arcidiocesi di Arequipa. Nel 2021 contava 180.136 battezzati su 225.170 abitanti. È retta dal vescovo Ciro Quispe López.

## Territorio
La prelatura territoriale comprende le province di Chucuito, Yunguyo e El Collao, e i distretti di Acora, Chucuito, Platería, Pichacani della provincia di Puno nella regione peruviana di Puno.
Sede prelatizia è la città di Juli, dove si trova la cattedrale di San Pietro apostolo.
Il territorio è suddiviso in 15 parrocchie.

## Storia
La prelatura territoriale è stata eretta il 3 agosto 1957 con la bolla Qui disponente di papa Pio XII, ricavandone il territorio dalla diocesi di Puno.
Il 3 aprile 2019 ha ceduto una porzione di territorio a vantaggio dell'erezione della prelatura territoriale di Santiago Apóstol de Huancané.

## Cronotassi dei vescovi
Si omettono i periodi di sede vacante non superiori ai 2 anni o non storicamente accertati.
- Edward Louis Fedders, M.M. † (3 agosto 1957 - 11 marzo 1973 deceduto)
  - Sede vacante (1973-1988)
- Raimundo Revoredo Ruiz, C.M. † (25 novembre 1988 - 29 maggio 1999 dimesso)
- Elio Alevi Pérez Tapia, S.D.B. † (19 aprile 2001 - 25 giugno 2005 dimesso)
- José María Ortega Trinidad (22 aprile 2006 - 15 novembre 2018 dimesso)
- Ciro Quispe López, dal 15 novembre 2018

## Statistiche
La prelatura territoriale nel 2021 su una popolazione di 225.170 persone contava 180.136 battezzati, corrispondenti all'80,0% del totale.
| anno | popolazione | popolazione | popolazione | presbiteri | presbiteri | presbiteri | presbiteri                | diaconi | religiosi | religiosi | parrocchie |
| anno | battezzati  | totale      | %           | numero     | secolari   | regolari   | battezzati per presbitero | diaconi | uomini    | donne     | parrocchie |
| ---- | ----------- | ----------- | ----------- | ---------- | ---------- | ---------- | ------------------------- | ------- | --------- | --------- | ---------- |
| 1966 | 390.000     | 400.000     | 97,5        | 43         | 8          | 35         | 9.069                     |         | 35        | 37        | 21         |
| 1970 | 404.000     | 460.000     | 87,8        | 22         | 3          | 19         | 18.363                    |         | 21        | 24        | 21         |
| 1976 | 320.000     | 365.000     | 87,7        | 18         | 2          | 16         | 17.777                    |         | 19        | 19        | 21         |
| 1980 | 342.000     | 372.000     | 91,9        | 15         | 3          | 12         | 22.800                    |         | 16        | 23        | 21         |
| 1990 | 470.000     | 550.000     | 85,5        | 17         | 4          | 13         | 27.647                    |         | 14        | 26        | 21         |
| 1999 | 300.000     | 385.411     | 77,8        | 12         | 5          | 7          | 25.000                    |         | 11        | 21        | 21         |
| 2000 | 300.000     | 385.411     | 77,8        | 12         | 5          | 7          | 25.000                    |         | 11        | 21        | 21         |
| 2001 | 300.000     | 385.411     | 77,8        | 13         | 5          | 8          | 23.076                    |         | 12        | 21        | 21         |
| 2002 | 310.000     | 385.411     | 80,4        | 13         | 5          | 8          | 23.846                    |         | 12        | 22        | 21         |
| 2003 | 400.000     | 450.000     | 88,9        | 13         | 5          | 8          | 30.769                    |         | 12        | 23        | 21         |
| 2004 | 400.000     | 450.000     | 88,9        | 12         | 4          | 8          | 33.333                    |         | 12        | 21        | 21         |
| 2013 | 444.000     | 499.600     | 88,9        | 17         | 17         |            | 26.117                    |         |           | 17        | 23         |
| 2016 | 494.833     | 542.587     | 91,2        | 21         | 21         |            | 23.563                    |         |           | 15        | 23         |
| 2019 | 161.314     | 189.819     | 85,0        | 22         | 20         | 2          | 7.332                     |         |           | 8         | 14         |
| 2020 | 180.136     | 225.170     | 80,0        | 18         | 15         | 3          | 10.008                    |         | 3         | 12        | 14         |
| 2021 | 180.136     | 225.170     | 80,0        | 21         | 17         | 4          | 8.577                     |         | 4         | 13        | 15         |